# Catoscopium nigritum
Catoscopium nigritum là một loài rêu trong họ Catoscopiaceae. Loài này được Hedw. Brid. mô tả khoa học đầu tiên năm 1826.